# Фолксваген голф I
Фолксваген голф I је путничко возило марке Фолксваген у варијанти хечбек. Његова производња почела је давне 1974. године и завршена је 1983. године. Постојале су разне варијанте Фолксваген голфа I као што су : кабриолет (енгл. Cabriolet), GTI (енгл. Grand Tourer Injection), голф са троје врата и голф са петоро врата. Постојале су и многе друге варијанте, као што су Фолксваген сити голф (енгл. Volkswagen Citi Golf) који је произвођен за јужноафричко тржисте све до 2009. године. У неким државама је имао другачија имена као на пример: Сједињене Америчке Државе - Фолксваген ребит (енгл. Volkswagen Rabbit), Мексико - Фолксваген кариби (енгл. Volkswagen Caribe).

## Мотори
У голфа су уграђивани дизел и бензин мотори. Мотор се налазио у предњем делу возила. 
| Дизел                  | Бензин          |
| ---------------------- | --------------- |
| 1471 cm³, 37 кW             | 1272 , 44       |
| 1588 cm³, 40 kW             | 1471 , 51       |
| турбо-дизел, 1588 , 51 | 1588 , 55       |
|                        | 1588 cm³, 81 , GTI |
|                        | 1780 cm³, 82 , GTI |

### Мењачи
Уз ове моторе уграђивали су се 4- или 5-степени мењачи и аутоматски мењачи од 3 степена. Погон је био на предњим точковима за разлику од традиционалнијег погона на задњим точковима, који и дан данас практикују Мерцедес и БМВ (BMW).

### Основне физичке карактеристике
| Дужина  | Ширина  | Висина  | Маса   | Растојање између предњих точкова | Растојање између задњих точкова | Растојање од предњих до задњих точкова |
| ------- | ------- | ------- | ------ | -------------------------------- | ------------------------------- | -------------------------------------- |
| 3820 mm | 1610 mm | 1410 mm | 780 kg | 1389 mm                          | 1359 mm                         | 2400 mm                                |

## Галерија
- Голф I
- Голф I GTI
- Голф I
- Изглед прве верзије контролне табле